# Jeremiah Robinson-Earl
Jeremiah Christian Robinson-Earl (Kansas City, Kansas, 3 de noviembre de 2000) es un jugador de baloncesto estadounidense que pertenece a la plantilla de los New Orleans Pelicans de la NBA. Con 2,03 metros de estatura, juega en la posición de ala-pívot.

## Trayectoria deportiva

### Instituto
Jugó sus tres primeros años de instituto en el Bishop Miege High School de Roeland Park (Kansas). Como freshman promedió 12,4 puntos en 25 encuentros y ayudó a conseguir un récord de 22–3. Al año siguiente, como sophomore, de nuevo un récord de 22–3, promediando 14,2 puntos y 8,4 rebotes, ganando el título estatal. Fue elegido en 2017 Wichita Eagle All-State y recibió una invitación de la universidad de Kansas. Como júnior promedió 21,3 puntos y 8,1 rebotes en 25 encuentros, para un récord de 22–3 y su tercer título estatal. 
Para su cuarto año se trasladó a la academia de alto rendimiento deportivo, la IMG Academy, en Bradenton (Florida).

### Universidad
Jugó dos temporadas con los Wildcats de la Universidad de Villanova, en las que promedió 12,8 puntos, 9,0 rebotes, 2,1 asistencias y 1,1 robos de balón por partido. En su primera temporada fue incluido por unanimidad en el mejor quinteto freshman de la Big East Conference, y fue además elegido novato del año tras promediar 10,5 puntos y 9,4 rebotes y lograr nueve doble-dobles a lo largo de la temporada.
En su segunda temporada fue elegido co-Jugador del Año de la Big East junto a su compañero de equipo Collin Gillespie y a Sandro Mamukelashvili del Seton Hall.
El 9 de abril de 2021, Robinson-Earl se declaró elegible para el draft de la NBA, renunciando a su elegibilidad universitaria restante.

#### Estadísticas
| Año     | Equipo    | PJ | PT | MPP  | %TC  | %3P  | %TL  | RPP | APP | ROB | TPP | PPP  |
| ------- | --------- | -- | -- | ---- | ---- | ---- | ---- | --- | --- | --- | --- | ---- |
| 2019–20 | Villanova | 31 | 31 | 32.7 | .454 | .328 | .814 | 9.4 | 1.9 | 1.1 | .5  | 10.5 |
| 2020–21 | Villanova | 25 | 25 | 34.5 | .497 | .280 | .714 | 8.5 | 2.2 | 1.0 | .6  | 15.7 |
| Total   | Total     | 56 | 56 | 33.5 | .478 | .301 | .768 | 9.0 | 2.1 | 1.1 | .6  | 12.8 |

### Profesional
Fue elegido en la trigésimo segunda posición del Draft de la NBA de 2021 por los New York Knicks, pero fue posteriormente traspasado a los Oklahoma City Thunder. Debutó en la NBA el 20 de octubre de 2021 ante Utah Jazz anotando 10 puntos.
Tras dos temporadas en Oklahoma, el 17 de octubre de 2023, es traspasado junto a Victor Oladipo, a los Houston Rockets a cambio de Kevin Porter Jr., pero el 23 de octubre fue cortado por los Rockets.
El 3 de noviembre de 2023, Robinson-Earl firmó un contrato dual con los New Orleans Pelicans. El 17 de febrero de 2024 firmó un contrato estándar con los Pelicans.

## Estadísticas de su carrera en la NBA

### Temporada regular
| Año     | Equipo        | PJ  | PT | MPP  | %TC  | %3P  | %TL  | RPP | APP | ROB | TPP | PPP |
| ------- | ------------- | --- | -- | ---- | ---- | ---- | ---- | --- | --- | --- | --- | --- |
| 2021-22 | Oklahoma City | 49  | 36 | 22.2 | .414 | .352 | .741 | 5.6 | 1.0 | .6  | .3  | 7.5 |
| 2022-23 | Oklahoma City | 43  | 20 | 18.9 | .444 | .333 | .833 | 4.2 | 1.0 | .6  | .3  | 6.8 |
| 2023-24 | New Orleans   | 39  | 1  | 8.6  | .474 | .333 | .750 | 1.9 | .5  | .3  | .1  | 2.9 |
| 2024-25 | New Orleans   | 66  | 9  | 18.8 | .455 | .341 | .836 | 4.8 | 1.3 | .6  | .1  | 6.3 |
| Total   | Total         | 197 | 66 | 17.6 | .441 | .342 | .796 | 4.3 | 1.0 | .5  | .2  | 6.0 |

### Playoffs
| Año   | Equipo      | PJ | PT | MPP | %TC  | %3P | %TL  | RPP | APP | ROB | TPP | PPP |
| ----- | ----------- | -- | -- | --- | ---- | --- | ---- | --- | --- | --- | --- | --- |
| 2024  | New Orleans | 1  | 0  | 5.3 | .500 | —   | .000 | 1.0 | 1.0 | .0  | .0  | 2.0 |
| Total | Total       | 1  | 0  | 5.3 | .500 | —   | .000 | 1.0 | 1.0 | .0  | .0  | 2.0 |